# Vismia baccifera
Espèce
Synonymes
- Caopia baccifera (L.) Kuntze[1]
- Caopia mexicana Kuntze[1]
- Hypericum bacciferum L.[1]
- Vismia mexicana Schltdl.[1]
- Vismia panamensis Duchass. & Walp.[1]

Vismia baccifera est une espèce de plantes à fleurs de la famille des Hypericaceae. C'est une plante tropicale originaire d'Amérique. Son aire de répartition s'étend sur les régions tropicales allant du sud du Mexique, en passant par l'Amérique centrale jusqu'au bassin amazonien, en Amérique du Sud. Elle est utilisée en médecine traditionnelle par les peuples indigènes d'Amazonie en Colombie aussi bien qu'au Brésil.
Des travaux récents ont montré que des extraits de V. baccifera avaient une activité antitumorale sur des cellules d'hépatome humain. Une infusion de cette plante induisait une toxicité sur des cellules cancéreuses humaines et chez le rat. Les résultats ont montré que l'apoptose était liée à l'augmentation du taux intracellulaire des dérivés réactifs de l'oxygène. De même, un des constituants de V. baccifera, la sésamine, aurait un effet inhibiteur sur la synthèse du facteur α de nécrose tumorale.

## Liste des variétés et sous-espèces
Selon Tropicos (15 mars 2019) (Attention liste brute contenant possiblement des synonymes) :
- Vismia baccifera subsp. baccifera
- Vismia baccifera subsp. dealbata (Kunth) Ewan
- Vismia baccifera subsp. ferruginea (Kunth) Ewan
- Vismia baccifera subsp. subcuneata (Huber) Ewan
- Vismia baccifera var. angustifolia Reichardt